# Prunus caroliniana
Prunus caroliniana är en rosväxtart som först beskrevs av Philip Miller, och fick sitt nu gällande namn av William Aiton. Prunus caroliniana ingår i släktet prunusar, och familjen rosväxter. Inga underarter finns listade i Catalogue of Life.

## Bildgalleri

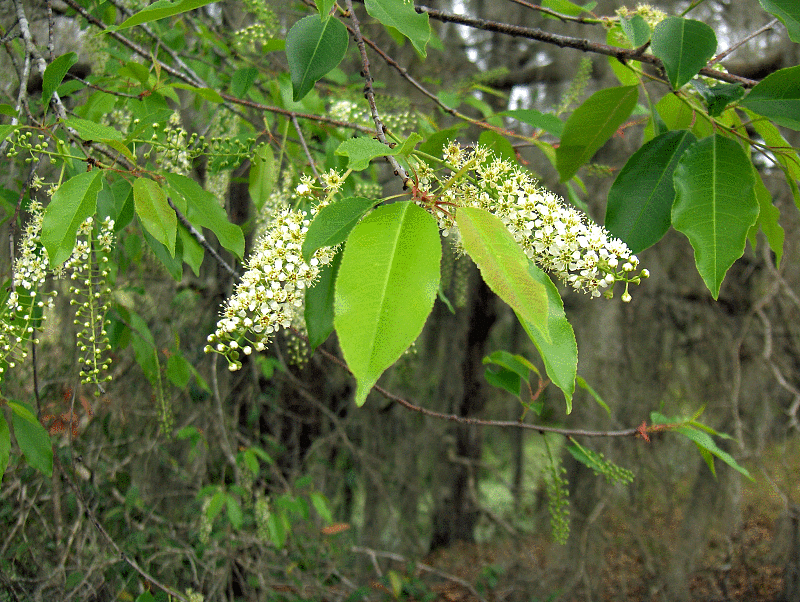
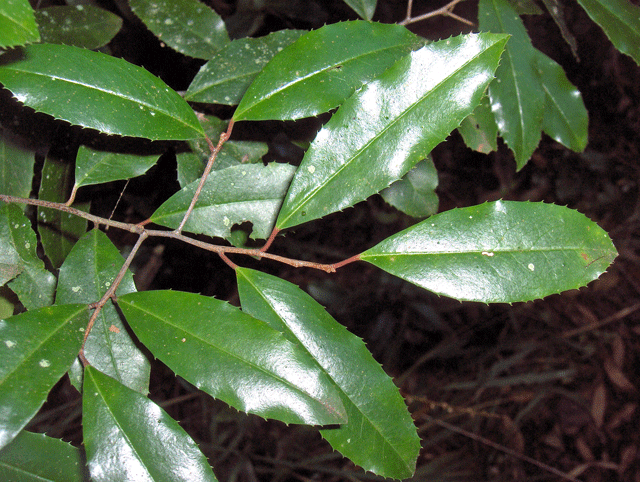
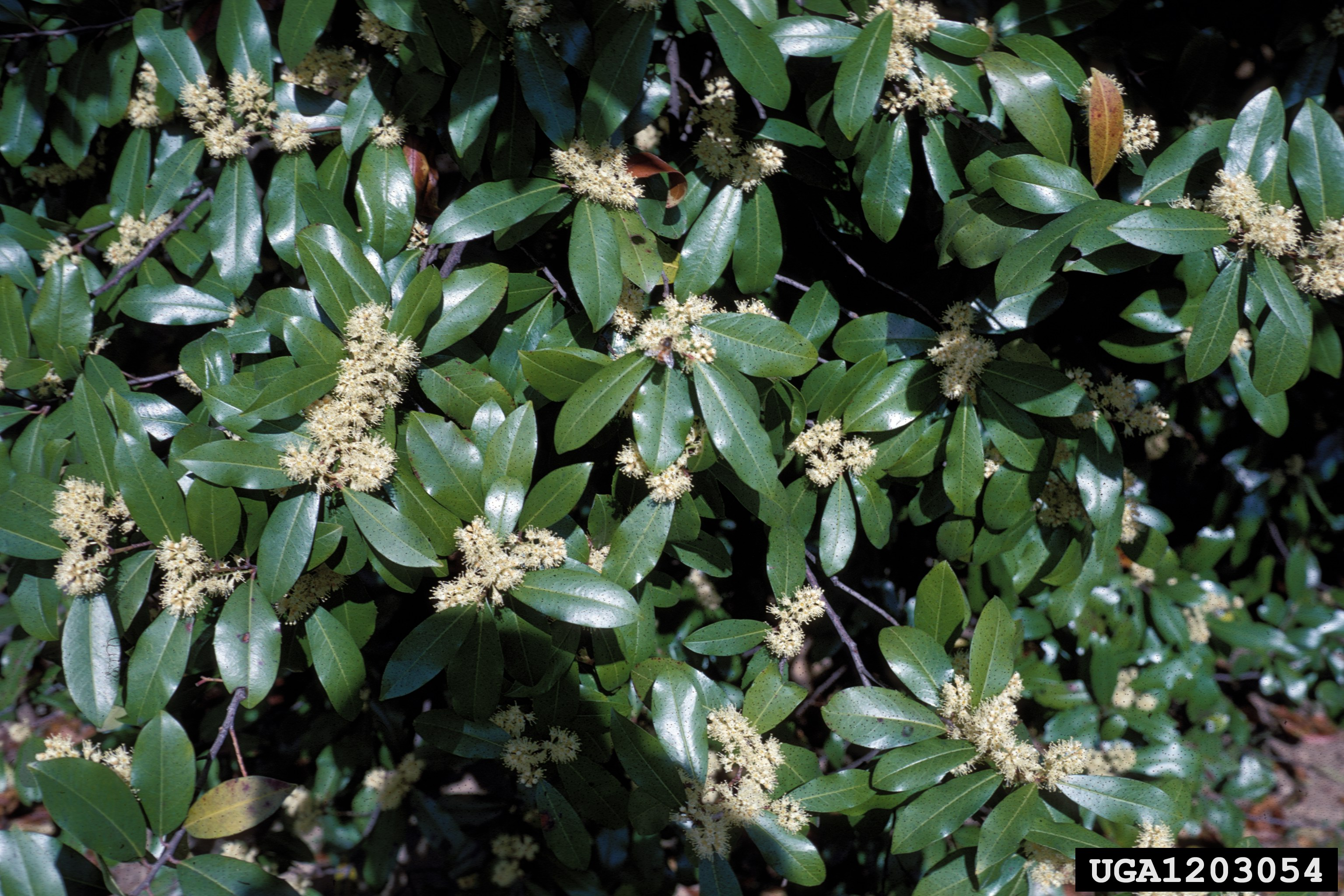